# Proteïna transmembrana

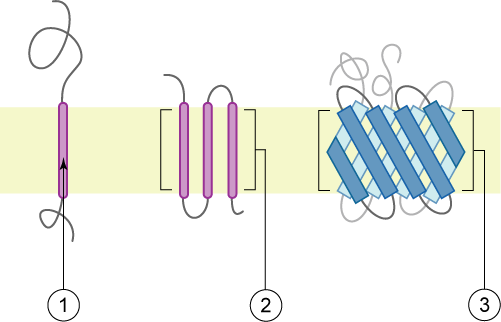
Representació esquemàtica de proteïnes transmembrana: 1) Proteïna transmembrana amb una sola hèlix α (bitòpica). 2) Proteïna transmembrana amb varis segments d'hèlix α (politòpica). 3) Proteïna transmembrana politòpica amb una làmina β (bota beta). La membrana es representa en verd clar.

Una proteïna transmembrana (TP) és un tipus de proteïna integral de membrana que abasta tota la membrana cel·lular. Moltes proteïnes transmembranes funcionen com a passarel·les per permetre el transport de substàncies específiques a través de la membrana. Sovint experimenten canvis conformacionals importants per moure una substància a través de la membrana. Solen ser molt hidròfobiques i precipiten a l'aigua. Necessiten detergents o dissolvents no polars per a l'extracció, tot i que algunes d'elles (botes beta) també es poden extreure amb agents desnaturalitzadors.
La seqüència de pèptids que abasta la membrana, o el segment de transmembrana, és en gran part hidrofòbica. Depenent del nombre de segments transmembrana, les proteïnes transmembranes poden classificar-se en unipàs (o bitòpiques) o multipàs (o politòpiques). Algunes altres proteïnes integrals de la membrana s'anomenen monotòpiques, el que significa que també estan permanentment unides a la membrana, però que no la traspassen.